# Boicot del Congrés Internacional de Matemàtics de 1924
El Congrés Internacional de Matemàtics de 1924 va ser boicotejat per diversos matemàtics a causa de l'exclusió de certs països de participar al Congrés.
A l'inici de la Primera Guerra Mundial, diversos matemàtics van ser enviats a la guerra. Gaston Julia va perdre el seu nas a la guerra, i el matemàtic Paul Painlevé va ser nomenat ministre de Guerra només començar el conflicte.
El Congrés Internacional es va celebrar a Vancouver i el sentit de comunitat matemàtica havia començat a pressionar, i hi va haver una crida de la delegació americana, secundada per les delegacions italiana, danesa, holandesa, sueca, noruega i britànica, per eliminar les exclusions nacionals imposades després de la Guerra.
Alguns matemàtics, com ara G.H. Hardy, va boicotejar el Congrés a causa de l'exclusió de països.